# Tony-díj a legjobb női főszereplőnek musicalben
A Tony-díj a legjobb női főszereplőnek musicalben (Tony Award for Best Actress in a Musical) a Tony-gálán kerül átadásra, amit a színpadi színészek kiválóságainak hoztak létre 1947-ben az Egyesült Államokban, hogy a Broadwayn fellépő színészeket is díjazhassák. A Tony-díjat Antoinette Perry amerikai színésznő után nevezték el, aki 1946-ban hunyt el. Annak ellenére, hogy a ceremóniát 1947 óta évente tartják, csak 1956-tól kezdték el bejelenteni a többi jelölt nevét is.

## Díjak és jelölések

### Az 1940-es évek
1956-ig csak díjazottakat jelentettek be.

| Év                | Név               | Cím                | Szerep                                        |
| ----------------- | ----------------- | ------------------ | --------------------------------------------- |
| 1947 1. Tony-gála | nem volt díjazott | nem volt díjazott  | nem volt díjazott                             |
| 1948 2. Tony-gála | Grace Hartman     | Angel in the Wings | Nettie / Mrs Blodgett / Ruth / Mrs Hutchinson |
| 1949 3. Tony-gála | Nanette Fabray    | Love Life          | Susan Cooper                                  |

### Az 1950-es évek
1956-tól a jelöltek listáját is nyilvánossá tették.
| Év                 | Színész                          | Cím                    | Szerep |
| ------------------ | -------------------------------- | ---------------------- | ------ |
| 1950 4. Tony-gála  |                                  |                        |        |
| Mary Martin        | Déltenger (South Pacific)        | Nellie Forbush zászlós |        |
| 1951 5. Tony-gála  |                                  |                        |        |
| Ethel Merman       | Call Me Madam                    | Sally Adams            |        |
| 1952 6. Tony-gála  |                                  |                        |        |
| Gertrude Lawrence  | The King and I                   | Anna Leonowens         |        |
| 1953 7. Tony-gála  |                                  |                        |        |
| Rosalind Russell   | A csodák városa (Wonderful Town) | Ruth Sherwood          |        |
| 1954 8. Tony-gála  |                                  |                        |        |
| Dolores Gray       | Carnival in Flanders             | Cornelia               |        |
| 1955 9. Tony-gála  |                                  |                        |        |
| Mary Martin        | Pán Péter (Peter Pan)            | Pán Péter              |        |
| 1956 10. Tony-gála |                                  |                        |        |
| Gwen Verdon        | Damn Yankees                     | Lola                   |        |
| Carol Channing     | The Vamp                         | Flora Weems            |        |
| Nancy Walker       | Phoenix '55                      | különböző szerepek     |        |
| 1957 11. Tony-gála |                                  |                        |        |
| Judy Holliday      | Szólnak a harangok               | Ella Peterson          |        |
| Julie Andrews      | My Fair Lady (My Fair Lady)      | Eliza Doolittle        |        |
| Ethel Merman       | Happy Hunting                    | Liz Livingstone        |        |
| 1958 12. Tony-gála |                                  |                        |        |
| Thelma Ritter      | New Girl in Town                 | Marthy Owen            |        |
| Gwen Verdon        | New Girl in Town                 | Anna Christopherson    |        |
| Lena Horne         | Jamaica                          | Savannah               |        |
| Beatrice Lillie    | Ziegfeld Follies of 1957         | különböző szerepek     |        |
| 1959 13. Tony-gála |                                  |                        |        |
| Gwen Verdon        | Redhead                          | Essie Whimple          |        |
| Umeki Mijosi       | Flower Drum Song                 | Mei-Li                 |        |

### Az 1960-as évek
| Év                     | Színész                                                  | Cím                                          | Szerep |
| ---------------------- | -------------------------------------------------------- | -------------------------------------------- | ------ |
| 1960 14. Tony-gála     |                                                          |                                              |        |
| Mary Martin            | A muzsika hangja (The Sound of Music)                    | Maria von Trapp                              |        |
| Carol Burnett          | Once Upon a Mattress                                     | Winnifred hercegnő                           |        |
| Dolores Gray           | Destry Rides Again                                       | Frenchy                                      |        |
| Eileen Herlie          | Take Me Along                                            | Lilly Miller                                 |        |
| Ethel Merman           | Gypsy (Gypsy)                                            | Mama Rose                                    |        |
| 1961 15. Tony-gála     |                                                          |                                              |        |
| Elizabeth Seal         | Irma, te édes (Irma La Douce)                            | Irma La Douce                                |        |
| Julie Andrews          | Camelot                                                  | Ginevra                                      |        |
| Carol Channing         | Show Girl                                                | különböző szerepek                           |        |
| Nancy Walker           | Do Re Mi                                                 | Kay Cram                                     |        |
| 1962 16. Tony-gála     |                                                          |                                              |        |
| Anna Maria Alberghetti | Carnival!                                                | Lili Daurier                                 |        |
| Diahann Carroll        | No Strings                                               | Barbara Woodruff                             |        |
| Molly Picon            | Milk and Honey                                           | Clara Weiss                                  |        |
| Elaine Stritch         | Sail Away                                                | Mimi Paragon                                 |        |
| 1963 17. Tony-gála     |                                                          |                                              |        |
| Vivien Leigh           | Tovarich                                                 | Tatjana                                      |        |
| Georgia Brown          | Olivér (Oliver!)                                         | Nancy                                        |        |
| Nanette Fabray         | Mr President                                             | Nell Henderson                               |        |
| Sally Ann Howes        | Brigadoon                                                | Fiona MacLaren                               |        |
| 1964 18. Tony-gála     |                                                          |                                              |        |
| Carol Channing         | Hello, Dolly!                                            | Dolly Gallagher Levi                         |        |
| Beatrice Lillie        | High Spirits                                             | Madame Arcati                                |        |
| Barbra Streisand       | Funny Girl                                               | Fanny Brice                                  |        |
| Inga Swenson           | Negyven fok árnyékban (110 in the Shade)                 | Lizzie Curry                                 |        |
| 1965 19. Tony-gála     |                                                          |                                              |        |
| Liza Minnelli          | Flora the Red Menace                                     | Flora Mezaros                                |        |
| Elizabeth Allen        | Do I Hear a Waltz?                                       | Leona Samish                                 |        |
| Nancy Dussault         | Bajour                                                   | Emily Kirsten                                |        |
| Inga Swenson           | Baker Street                                             | Irene Adler                                  |        |
| 1966 20. Tony-gála     |                                                          |                                              |        |
| Angela Lansbury        | Mame néni (Mame)                                         | Mame Dennis                                  |        |
| Barbara Harris         | On a Clear Day You Can See Forever                       | Daisy Gamble / Melinda Wells                 |        |
| Julie Harris           | Skyscraper                                               | Georgina Allerton                            |        |
| Gwen Verdon            | Édes Charity                                             | Charity Hope Valentine                       |        |
| 1967 21. Tony-gála     |                                                          |                                              |        |
| Barbara Harris         | The Apple Tree                                           | Eve / Barbara hercegnő / Ella és Passionella |        |
| Lotte Lenya            | Kabaré (Cabaret)                                         | Schneider kisasszony                         |        |
| Mary Martin            | Te, meg én (I Do! I Do!)                                 | a lány (Agnes)                               |        |
| Louise Troy            | Walking Happy                                            | Maggie Hobson                                |        |
| 1968 22. Tony-gála     |                                                          |                                              |        |
| Patricia Routledge     | Darling of the Day                                       | Alice Challice                               |        |
| Leslie Uggams          | Hallelujah, Baby!                                        | Georgina                                     |        |
| Melína Merkúri         | Illya Darling                                            | Illya                                        |        |
| Brenda Vaccaro         | How Now, Dow Jones                                       | Cynthia Pike                                 |        |
| 1969 23. Tony-gála     |                                                          |                                              |        |
| Angela Lansbury        | Dear World                                               | Aurelia                                      |        |
| Maria Karnilova        | Zorba vagy Zorba, a görög                                | Madame Hortense                              |        |
| Dorothy Loudon         | The Fig Leaves Are Falling                               | Lillian Stone                                |        |
| Jill O’Hara            | Legénylakás vagy Ígéretek, ígéretek (Promises, Promises) | Fran Kubelik                                 |        |

### Az 1970-es évek
| Év                 | Színész                                                           | Cím                           | Szerep |
| ------------------ | ----------------------------------------------------------------- | ----------------------------- | ------ |
| 1970 24. Tony-gála |                                                                   |                               |        |
| Lauren Bacall      | Taps (Applause)                                                   | Margo Channing                |        |
| Katharine Hepburn  | Coco                                                              | Coco Chanel                   |        |
| Dilys Watling      | Georgy                                                            | Georgina "Georgy" Parkin      |        |
| 1971 25. Tony-gála |                                                                   |                               |        |
| Helen Gallagher    | Mersz-e Mary? (No, No, Nanette)                                   | Lucille Early                 |        |
| Sandy Duncan       | The Boy Friend                                                    | Maisie                        |        |
| Susan Browning     | Company                                                           | April                         |        |
| Elaine Stritch     | Company                                                           | Joanne                        |        |
| 1972 26. Tony-gála |                                                                   |                               |        |
| Alexis Smith       | Follies                                                           | Phyllis Rogers Stone          |        |
| Jonelle Allen      | Two Gentleman of Verona                                           | Silvia                        |        |
| Dorothy Collins    | Follies                                                           | Sally Durant Plummer          |        |
| Mildred Natwick    | 70, Girls, 70                                                     | Ida Dodd                      |        |
| 1973 27. Tony-gála |                                                                   |                               |        |
| Glynis Johns       | Egy nyári éj mosolya vagy Egy kis éji zene (A Little Night Music) | Desiree Armfeldt              |        |
| Leland Palmer      | Pippin                                                            | Fastrada                      |        |
| Debbie Reynolds    | Irene                                                             | Irene O'Dare                  |        |
| Marcia Rodd        | Shelter                                                           | Maud                          |        |
| 1974 28. Tony-gála |                                                                   |                               |        |
| Virginia Capers    | Kitörés (Raisin)                                                  | Lena Younger                  |        |
| Carol Channing     | Lorelei                                                           | Lorelei Lee                   |        |
| Michele Lee        | Libikóka (Seesaw)                                                 | Gittel Mosca                  |        |
| 1975 29. Tony-gála |                                                                   |                               |        |
| Angela Lansbury    | Gypsy                                                             | Mama Rose                     |        |
| Lola Falana        | Doctor Jazz                                                       | Edna Mae Sheridan             |        |
| Bernadette Peters  | Mack & Mabel                                                      | Mabel Normand                 |        |
| Ann Reinking       | Goodtime Charley                                                  | Jeanne d’Arc                  |        |
| 1976 30. Tony-gála |                                                                   |                               |        |
| Donna McKechnie    | Tánckar (A Chorus Line)                                           | Cassie Ferguson               |        |
| Vivian Reed        | Bubbling Brown Sugar                                              | Marsha / fiatal Irene         |        |
| Chita Rivera       | Chicago                                                           | Velma Kelly                   |        |
| Gwen Verdon        | Chicago                                                           | Roxie Hart                    |        |
| 1977 31. Tony-gála |                                                                   |                               |        |
| Dorothy Loudon     | Annie                                                             | Miss Agatha Hannigan          |        |
| Clamma Dale        | Porgy és Bess (Porgy and Bess)                                    | Bess                          |        |
| Ernestine Jackson  | Macsók és macák (Guys and Dolls)                                  | Sarah Brown                   |        |
| Andrea McArdle     | Annie                                                             | Annie                         |        |
| 1978 32. Tony-gála |                                                                   |                               |        |
| Liza Minnelli      | The Act                                                           | Michelle Craig                |        |
| Madeline Kahn      | On the Twentieth Century                                          | Lily Garland / Mildred Plotka |        |
| Eartha Kitt        | Timbuktu!                                                         | Shaleem La Lume               |        |
| Frances Sternhagen | Angel                                                             | Eliza Gant                    |        |
| 1979 33. Tony-gála |                                                                   |                               |        |
| Angela Lansbury    | Sweeney Todd (Sweeney Todd: The Demon Barber of Fleet Street)     | Mrs Lovett                    |        |
| Tovah Feldshuh     | Saravá                                                            | Flor                          |        |
| Dorothy Loudon     | Ballroom                                                          | Bea Asher                     |        |
| Alexis Smith       | Platinum                                                          | Lila Halliday                 |        |

### Az 1980-as évek
| Év                  | Színész                                      | Cím                              | Szerep             |
| ------------------- | -------------------------------------------- | -------------------------------- | ------------------ |
| 1980 34. Tony-gála  |                                              |                                  |                    |
| Patti LuPone        | Evita                                        | Eva Perón                        |                    |
| Christine Andreas   | Oklahoma                                     | Laurey Williams                  |                    |
| Sandy Duncan        | Pán Péter (Peter Pan)                        | Pán Péter                        |                    |
| Ann Miller          | Sugar Babies                                 | Ann                              |                    |
| 1981 35. Tony-gála  |                                              |                                  |                    |
| Lauren Bacall       | Az év asszonya (Woman of the Year)           | Tess Harding                     |                    |
| Meg Bussert         | Brigadoon                                    | Fiona MacLaren                   |                    |
| Chita Rivera        | Bring Back Birdie                            | Rosie Alvarez                    |                    |
| Linda Ronstadt      | A Penzance kalózai (The Pirates of Penzance) | Mabel                            |                    |
| 1982 36. Tony-gála  |                                              |                                  |                    |
| Jennifer Holliday   | Dreamgirls                                   | Effie White                      |                    |
| Lisa Mordente       | Marlowe                                      | Aemelia Bossano                  |                    |
| Mary Gordon Murray  | Little Me                                    | Belle Poitrine                   |                    |
| Sheryl Lee Ralph    | Dreamgirls                                   | Deena Jones                      |                    |
| 1983 37. Tony-gála  |                                              |                                  |                    |
| Natalia Makarova    | On Your Toes                                 | Vera Barnova                     |                    |
| Lonette McKee       | Komédiások hajója (Show Boat)                | Julie LaVerne                    |                    |
| Chita Rivera        | Merlin                                       | a Királynő                       |                    |
| Twiggy              | My One and Only                              | Edith Herbert                    |                    |
| 1984 38. Tony-gála  |                                              |                                  |                    |
| Chita Rivera        | The Rink vagy A görkorcsolyapálya            | Anna                             |                    |
| Rhetta Hughes       | Amen Corner                                  | Margaret Alexander nővér         |                    |
| Liza Minnelli       | The Rink vagy A görkorcsolyapálya            | Angel                            |                    |
| Bernadette Peters   | Sunday in the Park with George               | Dot / Marie                      |                    |
| 1985 39. Tony-gála  | nem adtak át díjat                           | nem adtak át díjat               | nem adtak át díjat |
| 1986 40. Tony-gála  |                                              |                                  |                    |
| Bernadette Peters   | Song and Dance                               | Emma                             |                    |
| Debbie Allen        | Édes Charity                                 | Charity Hope Valentine           |                    |
| Cleo Laine          | The Mystery of Edwin Drood                   | Angela Prysock / Puffer hercegnő |                    |
| Chita Rivera        | Jerry's Girls                                | különböző szerepek               |                    |
| 1987 41. Tony-gála  |                                              |                                  |                    |
| Maryann Plunkett    | Me and My Girl                               | Sally Smith                      |                    |
| Catherine Cox       | Oh, Coward!                                  | különböző szerepek               |                    |
| Teresa Stratas      | Rags                                         | Rebecca Hershkowitz              |                    |
| 1988 42. Tony-gála  |                                              |                                  |                    |
| Joanna Gleason      | Into the Woods                               | a pék felesége                   |                    |
| Alison Fraser       | Romance/Romance                              | Josefine Weninger / Monica       |                    |
| Judy Kuhn           | Sakk (Chess)                                 | Florence Vassy                   |                    |
| Patti LuPone        | Mi jöhet még? (Anything Goes)                | Reno Sweeney                     |                    |
| 1989 43. Tony-gála  |                                              |                                  |                    |
| Ruth Brown          | Black and Blue                               | különböző szerepek               |                    |
| Charlotte d'Amboise | Jerome Robbins' Broadway                     | Anita / Pán Péter / a többiek    |                    |
| Linda Hopkins       | Black and Blue                               | különböző szerepek               |                    |
| Sharon McNight      | Starmites                                    | Diva / édesanya                  |                    |

### Az 1990-es évek
| Év                                          | Színész                                                       | Cím                    | Szerep |
| ------------------------------------------- | ------------------------------------------------------------- | ---------------------- | ------ |
| 1990 44. Tony-gála                          |                                                               |                        |        |
| Tyne Daly                                   | Gypsy                                                         | Mama Rose              |        |
| Georgia Brown                               | Koldusopera (The Threepenny Opera)                            | Celia Peachum          |        |
| Beth Fowler                                 | Sweeney Todd (Sweeney Todd: The Demon Barber of Fleet Street) | Mrs Lovett             |        |
| Liliane Montevecchi                         | Grand Hotel vagy Mese a Grand Hotelben (Grand Hotel)          | Elizaveta Grushinskaya |        |
| 1991 45. Tony-gála                          |                                                               |                        |        |
| Lea Salonga                                 | Miss Saigon                                                   | Kim                    |        |
| June Angela                                 | Shogun: The Musical                                           | Lady Mariko            |        |
| Dee Hoty                                    | The Will Rogers Follies                                       | Betty Blake            |        |
| Cathy Rigby                                 | Pán Péter (Peter Pan)                                         | Pán Péter              |        |
| 1992 46. Tony-gála                          |                                                               |                        |        |
| Faith Prince                                | Macsók és macák (Guys and Dolls)                              | Miss Adelaide          |        |
| Jodi Benson                                 | Bolondulok érted (Crazy for You)                              | Polly Baker            |        |
| Josie de Guzman                             | Macsók és macák (Guys and Dolls)                              | Sarah Brown            |        |
| Sophie Hayden                               | The Most Happy Fella                                          | Rosabella              |        |
| 1993 47. Tony-gála                          |                                                               |                        |        |
| Chita Rivera                                | A pókasszony csókja (Kiss of the Spider Woman)                | Aurora / pókasszony    |        |
| Ann Crumb                                   | Anna Karenina                                                 | Anna Karenina          |        |
| Stephanie Lawrence                          | Vértestvérek (Blood Brothers)                                 | Mrs Johnstone          |        |
| Bernadette Peters                           | The Goodbye Girl                                              | Paula McFadden         |        |
| 1994 48. Tony-gála                          |                                                               |                        |        |
| Donna Murphy                                | Passion                                                       | Fosca                  |        |
| Susan Egan                                  | Szépség és a Szörnyeteg (Beauty and the Beast)                | Belle                  |        |
| Dee Hoty                                    | The Best Little Whorehouse Goes Public                        | Mona Stangley          |        |
| Judy Kuhn                                   | She Loves Me                                                  | Amalia Balash          |        |
| 1995 49. Tony-gála                          |                                                               |                        |        |
| Glenn Close                                 | Alkony sugárút (Sunset Boulevard)                             | Norma Desmond          |        |
| Rebecca Luker                               | Komédiások hajója (Show Boat)                                 | Magnolia Hawks         |        |
| 1996 50. Tony-gála                          |                                                               |                        |        |
| Donna Murphy                                | The King and I                                                | Anna Leonowens         |        |
| Julie Andrews (visszautasította a jelölést) | Victor / Victoria                                             | Victoria Grant         |        |
| Crista Moore                                | Big: The Musical                                              | Susan Lawrence         |        |
| Daphne Rubin-Vega                           | Rent                                                          | Mimi Marquez           |        |
| 1997 51. Tony-gála                          |                                                               |                        |        |
| Bebe Neuwirth                               | Chicago                                                       | Velma Kelly            |        |
| Pamela Isaacs                               | The Life                                                      | a Királynő             |        |
| Tonya Pinkins                               | Play On                                                       | Lady Liv               |        |
| Karen Ziemba                                | Steel Pier                                                    | Rita Racine            |        |
| 1998 52. Tony-gála                          |                                                               |                        |        |
| Natasha Richardson                          | Kabaré (Cabaret)                                              | Sally Bowles           |        |
| Betty Buckley                               | Triumph of Love                                               | Hesione                |        |
| Marin Mazzie                                | Ragtime                                                       | anya                   |        |
| Alice Ripley és Emily Skinner               | Side Show                                                     | Violet és Daisy Hilton |        |
| 1999 53. Tony-gála                          |                                                               |                        |        |
| Bernadette Peters                           | Annie, a mesterlövész (Annie Get Your Gun)                    | Annie Oakley           |        |
| Carolee Carmello                            | Parade                                                        | Lucille Frank          |        |
| Dee Hoty                                    | Footloose                                                     | Vi Moore               |        |
| Siân Phillips                               | Marlene                                                       | Marlene Dietrich       |        |

### A 2000-es évek
| Év                          | Színész                                                       | Cím                        | Szerep |
| --------------------------- | ------------------------------------------------------------- | -------------------------- | ------ |
| 2000 54. Tony-gála          |                                                               |                            |        |
| Heather Headley             | Aida                                                          | Aida                       |        |
| Toni Collette               | The Wild Party                                                | Queenie                    |        |
| Rebecca Luker               | A muzsikaember (The Music Man)                                | Marian Paroo               |        |
| Marin Mazzie                | Csókolj meg, Katám! (Kiss Me, Kate)                           | Lilli Vanessi / Katherine  |        |
| Audra McDonald              | Marie Christine                                               | Marie Christine L'Adrese   |        |
| 2001 55. Tony-gála          |                                                               |                            |        |
| Christine Ebersole          | 42nd Street                                                   | Dorothy Brock              |        |
| Blythe Danner               | Follies                                                       | Phyllis Rogers Stone       |        |
| Randy Graff                 | A Class Act                                                   | Sophie                     |        |
| Faith Prince                | Bells Are Ringing                                             | Ella Peterson              |        |
| Marla Schaffel              | Jane Eyre                                                     | Jane Eyre                  |        |
| 2002 56. Tony-gála          |                                                               |                            |        |
| Sutton Foster               | Thoroughly Modern Millie                                      | Millie Dillmount           |        |
| Louise Pitre                | Mamma Mia!                                                    | Donna Sheridan             |        |
| Nancy Opel                  | Urinetown                                                     | Penelope Pennywise         |        |
| Jennifer Laura Thompson     | Urinetown                                                     | Hope Cladwell              |        |
| Vanessa L. Williams         | Into the Woods                                                | a boszorkány               |        |
| 2003 57. Tony-gála          |                                                               |                            |        |
| Marissa Jaret Winokur       | Hajlakk (Hairspray)                                           | Tracy Turnblad             |        |
| Melissa Errico              | Amour                                                         | Isabella                   |        |
| Mary Elizabeth Mastrantonio | Man of La Mancha                                              | Aldonza / Dulcinea         |        |
| Elizabeth Parkinson         | Movin' Out                                                    | Brenda                     |        |
| Bernadette Peters           | Gypsy                                                         | Mama Rose                  |        |
| 2004 58. Tony-gála          |                                                               |                            |        |
| Idina Menzel                | Wicked                                                        | Elphaba                    |        |
| Kristin Chenowetz           | Wicked                                                        | Glinda                     |        |
| Stephanie D’Abruzzo         | A mi utcánk (Avenue Q)                                        | Kate Mumus / Lucy, a kéjnő |        |
| Donna Murphy                | A csodák városa (Wonderful Town)                              | Ruth Sherwood              |        |
| Tonya Pinkins               | Caroline, or Change                                           | Caroline Thibodeaux        |        |
| 2005 59. Tony-gála          |                                                               |                            |        |
| Victoria Clark              | The Light in the Piazza                                       | Margaret Johnson           |        |
| Christina Applegate         | Édes Charity                                                  | Charity Hope Valentine     |        |
| Erin Dilly                  | Chitty Chitty Bang Bang                                       | Truly Scrumptious          |        |
| Sutton Foster               | Kisasszonyok (Little Women)                                   | Josephine "Jo" March       |        |
| Sherie Rene Scott           | A Riviéra vadorzói (Dirty Rotten Scoundrels)                  | Christine Colgate          |        |
| 2006 60. Tony-gála          |                                                               |                            |        |
| LaChanze                    | Bíborszín (The Color Purple)                                  | Celie Harris Johnson       |        |
| Sutton Foster               | The Drowsy Chaperone                                          | Janet Van de Graaf         |        |
| Patti LuPone                | Sweeney Todd (Sweeney Todd: The Demon Barber of Fleet Street) | Mrs Lovett                 |        |
| Kelli O’Hara                | The Pajama Game                                               | Catherine "Babe" Williams  |        |
| Chita Rivera                | Chita Rivera: The Dancer's Life                               | Chita Rivera               |        |
| 2007 61. Tony-gála          |                                                               |                            |        |
| Christine Ebersole          | Grey Gardens                                                  | Edith Beale                |        |
| Laura Bell Bundy            | Dr Szöszi (Legally Blonde)                                    | Elle Woods                 |        |
| Audra McDonald              | Negyven fok árnyékban (110 in the Shade)                      | Lizzie Curry               |        |
| Debra Monk                  | Curtains                                                      | Carmen Bernstein           |        |
| Donna Murphy                | LoveMusik                                                     | Lotte Lenya                |        |
| 2008 62. Tony-gála          |                                                               |                            |        |
| Patti LuPone                | Gypsy                                                         | Mama Rose                  |        |
| Kerry Butler                | Xanadu                                                        | Kira / Clio                |        |
| Kelli O’Hara                | Déltenger (South Pacific)                                     | Nellie Forbush zászlós     |        |
| Faith Prince                | A Catered Affair                                              | Agnes "Aggie" Hurley       |        |
| Jenna Russell               | Sunday in the Park with George                                | Dot / Marie                |        |
| 2009 63. Tony-gála          |                                                               |                            |        |
| Alice Ripley                | Next to Normal                                                | Diana Goodman              |        |
| Stockard Channing           | Pal Joey                                                      | Vera Simpson               |        |
| Sutton Foster               | Shrek, a musical (Shrek the Musical)                          | Fiona hercegnő             |        |
| Allison Janney              | 9-től 5-ig (9 to 5)                                           | Violet Newstead            |        |
| Josefina Scaglione          | West Side Story                                               | Maria                      |        |

### A 2010-es évek
| Év                   | Színész                                                           | Cím                              | Szerep |
| -------------------- | ----------------------------------------------------------------- | -------------------------------- | ------ |
| 2010 64. Tony-gála   |                                                                   |                                  |        |
| Catherine Zeta-Jones | Egy nyári éj mosolya vagy Egy kis éji zene (A Little Night Music) | Desiree Armfeldt                 |        |
| Kate Baldwin         | Szivárványvölgy (Finian's Rainbow)                                | Sharon McLonergan                |        |
| Montego Glover       | Memphis                                                           | Felicia Farrell                  |        |
| Christiane Noll      | Ragtime                                                           | anya                             |        |
| Sherie Rene Scott    | Everyday Rapture                                                  | Sherie Rene Scott                |        |
| 2011 65. Tony-gála   |                                                                   |                                  |        |
| Sutton Foster        | Mi jöhet még? (Anything Goes)                                     | Reno Sweeney                     |        |
| Beth Leavel          | Baby It's You!                                                    | Florence Greenberg               |        |
| Patina Miller        | Apácashow (Sister Act)                                            | Deloris Van Cartier              |        |
| Donna Murphy         | The People in the Picture                                         | Bubbie / Raisel                  |        |
| 2012 66. Tony-gála   |                                                                   |                                  |        |
| Audra McDonald       | Porgy és Bess (Porgy and Bess)                                    | Bess                             |        |
| Jan Maxwell          | Follies                                                           | Phyllis Rogers Stone             |        |
| Cristin Milioti      | Egyszer (Once)                                                    | a Lány                           |        |
| Kelly O’Hara         | Nice Work If You Can Get It                                       | Billie Bendix                    |        |
| Laura Osnes          | Bonnie és Clyde (Bonnie and Clyde)                                | Bonnie Parker                    |        |
| 2013 67. Tony-gála   |                                                                   |                                  |        |
| Patina Miller        | Pippin                                                            | a Főszereplő                     |        |
| Stephanie J. Block   | The Mystery of Edwin Drood                                        | Edwin Drood / Miss Alice Nutting |        |
| Carolee Carmello     | Scandalous                                                        | Aimee Semple McPherson           |        |
| Valisia LeKae        | Motown: The Musical                                               | Diana Ross                       |        |
| Laura Osnes          | Hamupipőke (Rodgers + Hammerstein's Cinderella)                   | Ella                             |        |
| 2014 68. Tony-gála   |                                                                   |                                  |        |
| Jessie Mueller       | Beautiful: The Carole King Musical                                | Carole King                      |        |
| Mary Bridget Davies  | A Night with Janis Joplin                                         | Janis Joplin                     |        |
| Sutton Foster        | Violet                                                            | Violet Karl                      |        |
| Idina Menzel         | If/Then                                                           | Elizabeth Vaughan                |        |
| Kelli O’Hara         | A szív hídjai (The Bridges of Madison County)                     | Francesca Johnson                |        |
| 2015 69. Tony-gála   |                                                                   |                                  |        |
| Kelli O’Hara         | The King and I                                                    | Anna Leonowens                   |        |
| Kristin Chenoweth    | On the Twentieth Century                                          | Lily Garland / Mildred Plotka    |        |
| Leanne Cope          | Egy amerikai Párizsban (An American in Paris)                     | Lile Dassin                      |        |
| Beth Malone          | Fun Home                                                          | Alison Bechdel                   |        |
| Chita Rivera         | Az öreg hölgy látogatása (The Visit)                              | Claire Zachanassian              |        |
| 2016 70. Tony-gála   |                                                                   |                                  |        |
| Cynthia Erivo        | Bíborszín (The Color Purple)                                      | Celie Harris Johnson             |        |
| Lauria Benanti       | She Loves Me                                                      | Amalia Balash                    |        |
| Carmen Cusack        | Bright Star                                                       | Alice Murphy                     |        |
| Jessie Mueller       | Waitress                                                          | Jenna Hunterson                  |        |
| Phillipa Soo         | Hamilton                                                          | Eliza Hamilton                   |        |
| 2017 71. Tony-gála   |                                                                   |                                  |        |
| Bette Midler         | Hello, Dolly!                                                     | Dolly Gallagher Levi             |        |
| Denée Benton         | Natasha, Pierre & The Creat Comet of 1812                         | Natash Rostova                   |        |
| Christine Ebersole   | War Paint                                                         | Elizabeth Arden                  |        |
| Patti LuPone         | War Paint                                                         | Helena Rubinstein                |        |
| Eva Noblezada        | Miss Saigon                                                       | Kim                              |        |
| 2018 72. Tony-gála   |                                                                   |                                  |        |
| Katrina Lenk         | The Band's Visit                                                  | Dina                             |        |
| Lauren Ambrose       | My Fair Lady                                                      | Eliza Doolittle                  |        |
| Hailey Kilgore       | Once on This Island                                               | Ti Moune                         |        |
| LaChanze             | Summer: The Donna Summer Musical                                  | Diva Donna / Mary Gaines         |        |
| Taylor Louderman     | Bajos csajok (Mean Girls)                                         | Regina George                    |        |
| Jessie Mueller       | Carousel                                                          | Julie Jordan                     |        |
| 2019 73. Tony-gála   |                                                                   |                                  |        |
| Stephanie J. Block   | The Cher Show                                                     | a Csillag                        |        |
| Caitlin Kinnunen     | The Prom                                                          | Emma Nolan                       |        |
| Beth Leavel          | The Prom                                                          | Dee Dee Allen                    |        |
| Eva Noblezada        | Hadestown                                                         | Eurüdiké                         |        |
| Kellie O’Hara        | Csókolj meg, Katám! (Kiss Me, Kate)                               | Lilli Vanessi / Katharine        |        |

### A 2020-as évek
| Év                 | Színész                                                                                       | Cím                               | Szerep                          |
| ------------------ | --------------------------------------------------------------------------------------------- | --------------------------------- | ------------------------------- |
| 2020 74. Tony-gála |                                                                                               |                                   |                                 |
| Adrienne Warren    | Tina                                                                                          | Tina Turner                       |                                 |
| Karen Olivo        | Moulin Rouge                                                                                  | Satine                            |                                 |
| Elizabeth Stanley  | Jagged Little Pill                                                                            | Mary Jane Healy                   |                                 |
| 2021               | Elhalasztva a koronavírus miatt                                                               | Elhalasztva a koronavírus miatt   | Elhalasztva a koronavírus miatt |
| 2022 75. Tony-gála |                                                                                               |                                   |                                 |
| Joaquina Kalukango | Paradise Square                                                                               | Annabelle "Nelly" Freeman         |                                 |
| Sharon D. Clarke   | Caroline, or Change                                                                           | Caroline Thibodeaux               |                                 |
| Carmen Cusack      | Flying Over Sunset                                                                            | Clare Boothe Luce                 |                                 |
| Sutton Foster      | A muzsikus (The Music Man)                                                                    | Marian Paroo                      |                                 |
| Mare Winningham    | Girl from the North Country                                                                   | Elizabeth Laine                   |                                 |
| 2023 76. Tony-gála |                                                                                               |                                   |                                 |
| Victoria Clark     | Kimberly Akimbo                                                                               | Kimberly Levaco                   |                                 |
| Annaleigh Ashford  | Sweeney Todd, a Fleet Street démoni borbélya (Sweeney Todd: The Demon Barber of Fleet Street) | Mrs. Lovett                       |                                 |
| Sara Bareilles     | Vadregény (Into the Woods)                                                                    | A pék felesége                    |                                 |
| Lorna Courtney     | & Juliet                                                                                      | Juliet                            |                                 |
| Micaela Diamond    | Parade                                                                                        | Lucille Frank                     |                                 |
| 2024 77. Tony-gála |                                                                                               |                                   |                                 |
| Maleah Joi Moon    | Hell's Kitchen                                                                                | Ali                               |                                 |
| Eden Espinosa      | Lempicka                                                                                      | Tamara de Lempicka                |                                 |
| Kelli O'Hara       | Míg tart a bor és friss a rózsa (Days of Wine and Roses)                                      | Kirsten Arnesen-Clay              |                                 |
| Maryann Plunkett   | Szerelmünk lapjai (The Notebook)                                                              | Allison "Allie" Calhoun (idősebb) |                                 |
| Gayle Rankin       | Kabaré (Cabaret)                                                                              | Sally Bowles                      |                                 |
| 2025 78. Tony-gála |                                                                                               |                                   |                                 |
| Nicole Scherzinger | Alkony sugárút (Sunset Boulevard)                                                             | Norma Desmond                     |                                 |
| Megan Hilty        | Jól áll neki a halál (Death Becomes Her)                                                      | Madeline Ashton                   |                                 |
| Audra McDonald     | Gypsy                                                                                         | Rose                              |                                 |
| Jasmine Amy Rogers | Boop! The Musical                                                                             | Betty Boop                        |                                 |
| Jennifer Simard    | Jól áll neki a halál (Death Becomes Her)                                                      | Helen Sharp                       |                                 |

## Statisztika
| Kategória                    | Jelölt                          | Rekord (díj/jelölés) |
| ---------------------------- | ------------------------------- | -------------------- |
| Legtöbbször díjazott színész | Angela Lansbury                 | 4/4                  |
| Legtöbbször jelölt színész   | Chita Rivera                    | 2/8                  |
| Legtöbbször nyert karakterek | Anna Leonowens (The King and I) | 3/3                  |
| Legtöbbször nyert karakterek | Mama Rose (Gypsy)               | 3/6                  |
| Legtöbbször jelölt karakter  | Mama Rose (Gypsy)               | 3/6                  |

## Külső hivatkozások
- A Tony-díj hivatalos sugárzójának, a CBS-nek a weboldala
- Az Amerikai Színházi Kar hivatalos honlapja
- A Broadway Liga hivatalos honlapja